# 이언 고메즈
이언 고메즈(Ian Gomez, 1964년 9월 27일 ~ )는 미국의 배우이다.

## 출연 작품
- 나의 그리스식 웨딩
- 리차드 쥬얼 - 댄 베넷 역